# Conrad Sangma
Conrad Sangma (ur. 1977) – indyjski polityk.
Jest synem lidera Nationalist Congress Party i byłego przewodniczącego Lok Sabhy, Purno Agitoka Sangmy. Kształcił się na Wharton Business School. Pod koniec lat 90. pracował w sztabie wyborczym swojego ojca, podczas jednej z kampanii. W 2008 zdobył mandat deputowanego do Zgromadzenia Ustawodawczego stanu Meghalaya. Objął stanowisko ministra finansów w rządzie stanowym. Obecnie jest liderem opozycji w stanowym parlamencie.